# Kallaste
Kallaste (rus. Красные Горы) je grad i općina u okrugu Tartumaa, istočna Estonija. Nalazi se na zapadnoj obali Čudskoga jezera.
Kallaste ima 1.256 stanovnika (2002.) od kojih su većina Rusi, te manjim dijelom Estonci. Grad se prostire na 1,9 km2.
Kallaste je osnovan u 18. stoljeću kao selo ruskih vjernika. Gradska prava Kallaste dobiva 1. svibnja 1938. godine.
Kallaste karakterizira obala Čudskog jezera i crvena obala od pješčenjaka koja se proteže paralelno uz obalu jezera. Nedaleko od autobusnog kolodvora je mala pošta s turističkim informacijama. Na rubu grada je jednostavna pravoslavna crkva.
1988. godine je ovdje postavljen posljednji javni kip Lenjina u Estoniji.

## Galerija
- Zgrada
- Ulica
- Obala Čudskog jezera
- Obala Čudskog jezera
- Pravoslavna crkva
- Obala Čudskog jezera
- Autobusni kolodvor
- Spomenik Crvenoj armiji

## Vanjske poveznice
- Službene stranice (na estonskom i ruskom)

|  | Zajednički poslužitelj ima još gradiva o temi Kallaste |